# Archytas aurifrons
Archytas aurifrons là một loài ruồi trong họ Tachinidae.